# Control (album van Janet Jackson)
Control is het derde studioalbum van de Amerikaanse artieste Janet Jackson, uitgebracht op 6 februari 1986 door A&M Records. De samenwerking met haar (mede)tekstschrijvers en producenten Jimmy Jam & Terry Lewis resulteerde in een onconventioneel geluid: een samensmelting van r&b, rap, zang, funk, disco en synthesizerpercussie die Jackson, Jam en Lewis maakte tot de wegbereiders van de hedendaagse r&b. Het album, dat een van de indrukwekkendste albums van de jaren 80 en de hedendaagse muziek werd, maakte het voor Jackson gemakkelijker in de wereld van de popmuziek voet aan de grond te krijgen.

## Albuminformatie
Het album bestond vooral uit autobiografische elementen en een groot gedeelte van de teksten bestond uit de meest recente veranderingen in haar leven. Hieronder te verstaan: een onlangs geannuleerd huwelijk met r&b-zanger James DeBarge, zakelijke relatie met haar vader verbreken als manager, het inhuren als A&M-manager John McClain als haar nieuwe management en haar kennismaking met Jam en Lewis. Het album werd door critici geprezen vanwege haar artistieke en persoonlijke testament door zelfreflectie.
Control wordt voornamelijk gezien als het doorbraak album van Jacksons carrière. Het werd haar eerste album dat de #1-positie haalde in de Amerikaanse Billboard albumlijst Billboard Top 200. De singles What Have You Done for Me Lately, Nasty (beide uit 1986); Control, When I Think of You en Let's Wait Awhile (alle drie uit 1987) wisten alle vijf de Top 5 van de Billboard Hot 100 te behalen. Verder won het album verscheidene prijzen en in Nederland werd het album bekroond met een Edison Award voor Beste Internationale Album. Het album deed het ook goed in de Nederlandse hitlijsten: nummer 5 in de Album Top 100 en de eerste drie singles stonden in de top 5, in totaal wisten alle singles de Nederlandse top 20 te bereiken. What Have You Done for Me Lately prijkte 3 weken op nummer 1 en was tot 1997 Janets enige nummer 1-hit in Nederland.
Tot nu toe zijn er in Amerika 5 miljoen stuks over de toonbank gegaan en wereldwijd staat de teller tussen de 14 en 16 miljoen exemplaren.

## Tracklisting
| Nr. | Titel                                         | Schrijver(s)                                 | Duur |
| --- | --------------------------------------------- | -------------------------------------------- | ---- |
| 1.  | Control                                       | Janet Jackson, James Harris III, Terry Lewis | 5:53 |
| 2.  | Nasty                                         | Jackson, Harris, Lewis                       | 4:03 |
| 3.  | What Have You Done for Me Lately              | Jackson, Harris, Lewis                       | 4:59 |
| 4.  | You Can Be Mine                               | Jackson, Harris, Lewis                       | 5:16 |
| 5.  | The Pleasure Principle                        | Monte Moir                                   | 4:58 |
| 6.  | When I Think of You                           | Jackson, Harris, Lewis                       | 3:57 |
| 7.  | He Doesn't Know I'm Alive                     | Spencer Bernard                              | 3:30 |
| 8.  | Let's Wait Awhile                             | Jackson, Harris, Lewis, Melanie Andrews      | 4:37 |
| 9.  | Funny How Time Flies (When You're Having Fun) | Jackson, Harris, Lewis                       | 4:28 |